# Calmacil
Calmacil (quenya «Espada Luminosa»), decimoctavo rey de Gondor, es un personaje ficticio perteneciente al legendarium del escritor británico J. R. R. Tolkien. Nacido en el año 1058 T. E., Calmacil era un Dúnadan, segundo hijo de Atanatar II, el decimosexto Rey de Gondor. Su reinado duró 10 años (1294-1304 T.E) y tras 246 años de vida, muere en el año 1304 T. E.

## Vida
Calmacil, nacido durante el reinado de Hyarmendacil I (1015-1149 T.E), era el segundo hijo varón del príncipe Atanatar, Heredero del Rey al Trono de Gondor. Nacido en el año 1058 de la Tercera Edad del Sol, no estaba destinado a ocupar el trono de Gondor. Sin embargo, su hermano Narmacil I no tuvo descendencia, con lo que a su muerte le sucedió en el Trono de Gondor en el año 1294 T. E. Evidentemente, su reinado fue breve pues accedió al Trono con 236 años, muriendo diez años más tarde.

«Aunque la guerra nunca cesó en las fronteras, durante más de mil años los Dúnedain del Sur ganaron en riqueza y poder por tierra y por mar hasta el reinado de Atanatar II, que fue llamado Alcarin el Glorioso. No obstante, ya habían aparecido signos de decadencia; porque los altos hombres del Sur se casaban tarde y sus hijos eran escasos. El primer rey que no tuvo hijos fue Falastur, y el segundo, Narmacil I, el hijo de Atanatar Alcarin.»
«Anales de los Reyes y Gobernantes», en los Apéndices de El Señor de los Anillos.

Calmacil engendró por lo menos dos hijos; Minalcar (que ascendió al Trono con el nombre de Rómendacil II) y Calimehtar. Fueron los descendientes de estos dos hermanos los que se enfrentaron en la guerra civil conocida como la Lucha entre Parientes, pues fue Castamir, (quenya «¿Casta?-Joya»)nieto de Calimehtar quien encabezó la rebelión contra Eldacar, nieto de Rómendacil II.

«"Castamir, nieto de Calimehtar, hermano menor de Rómendacil II. No sólo era uno de los más cercanos por la sangre a la corona; era también quien más secuaces tenía entre los rebeldes; porque era el Capitán de los Barcos y contaba con el apoyo de la gente de las costas y de los grandes puertos de Pelargir y Umbar.»
«Anales de los Reyes y Gobernantes», en los Apéndices de El Señor de los Anillos.

## Reinado
Según las crónicas del reino Austral, durante el breve reinado de Calmacil no ocurrió ningún acontecimiento relevante. Además, desde el año 1240 T.E el poder lo ostentaba realmente Minalcar, llamado Rómendacil, su hijo y heredero que había sido nombrado regente del reino por Narmacil I. Tras la muerte de éste, Calmacil confirmó a su hijo Rómendacil como Regente del Reino. Por tanto, aunque de iure Calmacil era rey, el poder de facto (como en la mayor parte del reinado de Narmacil I) lo ostentaba Rómendacil, de manera que era usual en Gondor que en muchas crónicas el reinado de Rómendacil II se considerara que comenzó en el 1240 T.E.

«Atanatar Alcarin, hijo de Hyarmendacil, vivió con gran esplendor (...) Pero Atanatar amaba la tranquilidad y no hizo nada por conservar el poder que había heredado, y el temperamento de sus dos hijos era de igual temple.»
«Anales de los Reyes y Gobernantes», en los Apéndices de El Señor de los Anillos.

Efectivamente, según cuentan las crónicas de Gondor, ya en los últimos años del reinado de Atanatar II Alcarin (1149-1226 T.E) la voz de Minalcar voz era escuchada en los concilios del reino. Por tanto, en el año 1240 T.E, el rey Narmacil I para librarse de las preocupaciones que conllevaban el gobierno del reino, y puesto que no tenía descendencia nombró a su sobrino Minalcar, como Karma-Kundo (quenya «Guardián del Yelmo»), que era el título para designar al Regente del Reino

«Minalcar, hijo de Calmacil, era hombre de gran vigor, y en 1240 Narmacil, para deshacerse de preocupaciones, lo nombró Regente del reino. Desde ese momento, gobernó en Gondor en nombre de los reyes hasta que sucedió a su padre.»
«Anales de los Reyes y Gobernantes», en los Apéndices de El Señor de los Anillos.

Aunque este título le convertía virtualmente en rey, Minalcar gobernaba en nombre del rey de Gondor, ya fuera Narmacil I o Calmacil. Minalcar gobernaría de esta manera el reino de Gondor durante 64 años, ya que su padre Calmacil al ascender al Trono le confirmaría en el cargo.

## Sucesión
Calmacil murió en el año 1304 T.E, siendo sucedido pacíficamente por su hijo Minalcar, que ascendió al Trono de Gondor con el nombre de Rómendacil II.